# KODOMO BAND
KODOMO BAND（こどもばんど）は、日本のハードロックバンド。1973年に結成し、1980年にデビュー。1988年に活動停止したが、2011年に活動再開した。旧表記は、子供ばんど。1980年代前半に、ジャパニーズヘビーメタルが登場する以前に海外のハードロックの影響をダイレクトに受けた演奏を展開した。

## メンバー
| 名前                               | プロフィール                             | 担当            |
| ---------------------------------- | ---------------------------------------- | --------------- |
| うじきつよし                       | 1957年9月18日（67歳） 東京都世田谷区出身 | ボーカル ギター |
| 谷平こういち （たにひら こういち） | 1957年8月4日（67歳） 東京都出身          | ボーカル ギター |
| 山戸ゆう （やまと ゆう）           | 1958年1月29日（67歳） 東京都出身         | ボーカル ドラム |

### メンバー変遷
- 1973年～
  - うじきつよし - ボーカル、ギター
  - 豊田邦仁 - ドラム
  - 日詰昭一郎 - ベース
  - 大友光悦 - ギター
  - 北島健二 - ギター（高校時代、ライブに数回参加）

- 1977年
  - うじきつよし - ボーカル、ギター
  - 谷平こういち - ギター
  - 鎌田俊哉 - ギター（1年で脱退）
  - 安部王子 - ベース（後にBARBEE BOYS結成に参加）
  - 山戸ゆう - ドラム

- 1980年
  - うじきつよし - ボーカル、ギター
  - 谷平こういち - ギター
  - 湯川トーベン - ボーカル、ベース
  - 山戸ゆう - ドラム

- 1983年
  - うじきつよし - ボーカル、ギター
  - 谷平こういち - ボーカル、ギター
  - 勝せいじ - ボーカル、ベース
  - 山戸ゆう - ボーカル、ドラム

- 1984年
  - うじきつよし - ボーカル、ギター
  - 勝せいじ - ボーカル、ベース
  - 山戸ゆう - ボーカル、ドラム

- 1985年
  - うじきつよし - ボーカル、ギター
  - 杉原ひろし - ボーカル、ギター（後に大江千里のライブサポートを手がける。現在はURUGOMEに在籍）
  - 勝せいじ - ボーカル、ベース
  - 山戸ゆう - ボーカル、ドラム

- 1987年~活動休止（1988年）
  - うじきつよし - ボーカル、ギター
  - 杉原ひろし - ボーカル、ギター
  - 湯川トーベン - ボーカル、ベース（サポート）
  - 山戸ゆう - ボーカル、ドラム

- 2011年~2022年
  - うじきつよし - ボーカル、ギター
  - 谷平こういち - ボーカル、ギター
  - 湯川トーベン - ボーカル、ベース
  - 山戸ゆう - ボーカル、ドラム

- 2023年~
  - うじきつよし - ボーカル、ギター
  - 谷平こういち - ボーカル、ギター
  - 山戸ゆう - ボーカル、ドラム
  - ハピネス徳永 - ボーカル、ベース（サポート）
  - Dr.KyOn - ボーカル、ピアノ、ギター（サポート）

## 略歴
1973年 うじきつよしが高校時代に「子供ばんど」結成。
1979年 ヤマハ主催の『EastWest』に出場し、グランプリを受賞。個人でも、うじき、谷平がベストギタリスト賞を、山戸がベストドラマー賞を受賞。湯川は助っ人として参加。
1980年 キャニオン・レコードからファースト・アルバム『WE LOVE 子供ばんど』でデビュー。湯川が正式メンバーとなる。
1980年12月 宇崎竜童MCの番組、tvk「ファイティング80」に初登場。その後レギュラーとなる。
1983年 EPIC・ソニーへ移籍。リック・デリンジャーのプロデュースのもと、アルバム『HEART BREAK KIDS』をリリース。さらにアメリカでミニ・アルバム『Yes! We are KODOMO BAND』発売、シングル『JUKE BOX ROCK'N' ROLLER』をリリース。
1984年 EPIC・ソニー離脱。アメリカのミュージック・シーンにチャレンジしようとするバンドサイドの意志と、レコード会社の方針が異なったため。その後、頻繁に渡米、レコーディング、クラブ・ギグを行いセルフ・プロデュースでアルバム『ROCK & ROLL WILL NEVER DIE!!』をニューヨークの『RIGHT TRACK STUDIO』で制作。インディーズレーベル「KIDS POWER」から発売。5月5日の子供の日、中野サンプラザホールを皮切りに1年間、日本中のライブ会場にてメンバー自らがファンに手渡しでアルバムを販売した。
1985年 前年に続き、冬のニューヨークに滞在、アルバム『HUNGRY BOY』を完成させる。
1986年 キャニオン・レコードへ再移籍。アニメ『北斗の拳』劇場公開版の主題歌『ハート・オブ・マッドネス』をリリース。テレビアニメ版主題歌『SILENT SURVIVOR』もヒット。この年より、制作の場を日本に戻す。横須賀にある観音崎マリンスタジオで合宿・制作した、アルバム『120％PURE』発表。
1987年 プライベート・スタジオを多用するスタイルに転換、アルバム『Before ZERO』発表。
1988年 ビクター音楽産業に移籍。ブライアン・アダムスのスタッフを起用、カナダ・バンクーバーの『LITTLE MOUNTAIN STUDIO』で、アルバム『KODOMO BAND ROCK』を制作。10月10日、2000本ライブ達成。活動休止状態に陥る。
2011年 バンドとしての再始動を宣言。解散とは一度も言っていないので、再結成ではなく「永久凍土解凍」と銘打っている。宮城県のエコキャンプみちのくで同年4月29日・4月30日に開催「ARABAKI ROCK FEST.」に出演予定だったが、大震災の影響で開催延期。そのショーケースとして当初予定していた、ヤマハ銀座スタジオのライブはそのまま敢行。4月18日を急遽公開ゲネプロとし、同19日の2日間、再始動のお披露目を両日200名の限定で行なう。32年前の1979年、上記『EastWest』出場の原点であるヤマハにこだわり、会場が選ばれた。このライブの後、北海道『RISING SUN ROCK FESTIVAL 2011 in EZO』（ライジング・サン・ロック・フェスティバル、8月12日・13日開催）に出演。8月28日、各方面の尽力によって無事開催となった『ARABAKI ROCK FEST.』みちのくステージに初登場。26年振りの東北ロック・フェス出演であった。10月25日・26日の2日間、日本武道館で開催された寺岡呼人プロデュース『Golden Circle vol.16』に出演。競演したジュンスカ、ユニコーンのリスペクト・アーティストとして、大トリを出演者全員参加の「サマータイム・ブルース」で締める。
2012年 2月18日・19日、『拾得40周年突入記念ライブ』を神戸『ウインターランド』京都『拾得』で開催。かつてツアーのホームグラウンドであった『拾得』。時を超えた再会をファン・バンド共々実感、堪能。4月29日、2年連続出演となる『ARABAKI ROCK FEST.』のみちのくステージ決定。更に、『東日本LIVEサーキット』第1弾として、福島県・いわき市『club SONIC iwaki』出演が急遽決定した。

## ライブ
レコード販売よりも演奏を届ける事に注力、初期には、うじきが頭にミニアンプを載せフラッグを背負い会場を走る、湯川がマントの中に電飾を仕掛け光らせる、山戸のスティックを折りまくるなど独自のパフォーマンスを展開。「ダイナマイト・ライブ」と銘打った全国ライブツアーを実施、1981年に1000回、1988年に2000回のライブ回数を達成した。
1982年「ロックンロール・フーチー・クー」のカバーを得意としていた縁で、原宿『クロコダイル』の『ラスト・ライブハウス・ツアー』にリック・デリンジャーが飛び入り参加。後にアメリカでのレコーディングの際にプロデュースを担当するきっかけとなる。同じく来日していたトム・ピーターソン（チープ・トリック）、さらに仲井戸麗市、忌野清志郎も飛び入り参加の豪華なライブとなった。
1982年レインボー日本ツアーのオープニングアクト。
1979年ジェネレーションXのオープニングアクト。
1982年香港公演敢行。

## ディスコグラフィー

### シングル
|                                                | 発売日                                         | タイトル                                                          | カップリング                                   | 形態                                           |
| キャニオン・レコード / SEE-SAW 子供ばんど 名義 | キャニオン・レコード / SEE-SAW 子供ばんど 名義 | キャニオン・レコード / SEE-SAW 子供ばんど 名義                    | キャニオン・レコード / SEE-SAW 子供ばんど 名義 | キャニオン・レコード / SEE-SAW 子供ばんど 名義 |
| ---------------------------------------------- | ---------------------------------------------- | ----------------------------------------------------------------- | ---------------------------------------------- | ---------------------------------------------- |
| 1st                                            | 1980年11月                                     | お前はトラブル・メイカー                                          | 赤いBODY (鬼のハイウェイ・パトローラー)        | EP                                             |
| 1st                                            | 1980年11月                                     | お前はトラブル・メイカー                                          | ものめずらしげに                               | EP                                             |
| 2nd                                            | 1981年3月5日                                   | ちゃんばらロックンロール                                          | Early Times Junction                           | EP                                             |
| 3rd                                            | 1981年                                         | DREAMIN' (シーサイド・ドライブ)                                   | Rock & Roll Singer                             | EP                                             |
| 4th                                            | 1982年6月23日                                  | あんたはまだまだ子供だよ (子供ばんどのサマータイム・ブルース)     | WALKIN' AWAY                                   | EP                                             |
| EPIC・ソニー 子供ばんど 名義                   |                                                |                                                                   |                                                |                                                |
| 5th                                            | 1983年                                         | JUKE BOX ROCK'N' ROLLER                                           | 17's KISS                                      | EP                                             |
| KIDS POWER                                     |                                                |                                                                   |                                                |                                                |
| 6th                                            | 1985年                                         | COME BACK BABY                                                    | TAKE ME TO YOUR PARTY                          | EP                                             |
| 7th                                            | 1986年6月5日                                   | たすけて! SOMEBODY!                                               | ゆかいなモーター・サイクル                     | EP                                             |
| キャニオン・レコード / SEE-SAW                 |                                                |                                                                   |                                                |                                                |
| 8th                                            | 1986年2月2日                                   | HEART OF MADNESS                                                  | Purple Eyes                                    | EP                                             |
| 9th                                            | 1986年8月21日                                  | SILENT SURVIVOR                                                   | DRY YOUR TEARS                                 | EP                                             |
| 10th                                           | 1986年12月28日                                 | たどりついたらいつも雨ふり                                        | NO GIMMICK                                     | EP                                             |
| ビクター音楽産業 子供ばんど 名義               |                                                |                                                                   |                                                |                                                |
| 11th                                           | 1988年8月10日                                  | カウントダウン                                                    | ORDINARY GIRL                                  | EP                                             |
| 11th                                           | 1988年8月10日                                  | カウントダウン                                                    | ORDINARY GIRL                                  | 8cmCD                                          |
| ティームエンタテインメント                     |                                                |                                                                   |                                                |                                                |
| 12th                                           | 2007年12月26日                                 | SILENT SURVIVOR (21st century ver.)                               | HEART OF MADNESS (21st century ver.)           | MAXI                                           |
| 子供ばんどオフィス                             |                                                |                                                                   |                                                |                                                |
| 13th                                           | 2011年8月8日                                   | マンモスの唄                                                      | Purple Eyes                                    | DVD                                            |
| ベルウッド・レコード                           |                                                |                                                                   |                                                |                                                |
| 14th                                           | 2014年1月29日                                  | Heart Of Madness (Reboot Version)/Dry Your Tears (Reboot Version) |                                                | MAXI                                           |

### アルバム

#### オリジナル・アルバム
|                                                | 発売日                                         | タイトル                                       | 形態                                           |
| キャニオン・レコード / SEE-SAW 子供ばんど 名義 | キャニオン・レコード / SEE-SAW 子供ばんど 名義 | キャニオン・レコード / SEE-SAW 子供ばんど 名義 | キャニオン・レコード / SEE-SAW 子供ばんど 名義 |
| ---------------------------------------------- | ---------------------------------------------- | ---------------------------------------------- | ---------------------------------------------- |
| 1st                                            | 1980年10月21日                                 | WE LOVE 子供ばんど                             | LP                                             |
| 2nd                                            | 1981年5月5日                                   | POWER ROCK GENERATION!!                        | LP                                             |
| 3rd                                            | 1981年11月21日                                 | GIANT (HOP,STEP,JUMP)                          | LP                                             |
| EPIC・ソニー 子供ばんど 名義                   |                                                |                                                |                                                |
| 4th                                            | 1983年5月5日                                   | HEART BREAK KIDS                               | LP                                             |
| 5th                                            | 1983年11月21日                                 | Yes! We are KODOMO BAND                        | LP                                             |
| KIDS POWER                                     |                                                |                                                |                                                |
| 6th                                            | 1984年5月5日                                   | ROCK&ROLL WILL NEVER DIE!!                     | LP                                             |
| 7th                                            | 1985年5月5日                                   | HUNGRY BOY                                     | LP                                             |
| 8th                                            | 1986年5月5日                                   | 120% PURE                                      | LP                                             |
| キャニオン・レコード / SEE-SAW                 |                                                |                                                |                                                |
| 9th                                            | 1986年12月15日                                 | NO GIMMICK                                     | LP                                             |
| 9th                                            | 1986年12月15日                                 | NO GIMMICK                                     | CD                                             |
| 10th                                           | 1987年7月7日                                   | Before ZERO                                    | LP                                             |
| 10th                                           | 1987年7月7日                                   | Before ZERO                                    | CD                                             |
| ビクター音楽産業 子供ばんど 名義               |                                                |                                                |                                                |
| 11th                                           | 1988年8月10日                                  | KODOMO BAND ROCK                               | LP                                             |
| 11th                                           | 1988年8月10日                                  | KODOMO BAND ROCK                               | CD                                             |
| Mastard Records                                |                                                |                                                |                                                |
| 12th                                           | 2013年5月5日                                   | Can Drive 55                                   | CD+DVD                                         |
| 13th                                           | 2015年5月5日                                   | ロックにはまだやれることがあるんじゃないのか   | CD+DVD                                         |

#### ライブ・アルバム
|                                                | 発売日                                         | タイトル                                       | 形態                                           |
| キャニオン・レコード / SEE-SAW 子供ばんど 名義 | キャニオン・レコード / SEE-SAW 子供ばんど 名義 | キャニオン・レコード / SEE-SAW 子供ばんど 名義 | キャニオン・レコード / SEE-SAW 子供ばんど 名義 |
| ---------------------------------------------- | ---------------------------------------------- | ---------------------------------------------- | ---------------------------------------------- |
| 1st                                            | 1982年5月5日                                   | DYNAMITE LIVE                                  | LP                                             |

#### ベスト・アルバム
|                                                | 発売日                                         | タイトル                                       | 形態                                           |
| キャニオン・レコード / SEE-SAW 子供ばんど 名義 | キャニオン・レコード / SEE-SAW 子供ばんど 名義 | キャニオン・レコード / SEE-SAW 子供ばんど 名義 | キャニオン・レコード / SEE-SAW 子供ばんど 名義 |
| ---------------------------------------------- | ---------------------------------------------- | ---------------------------------------------- | ---------------------------------------------- |
| 1st                                            | 1984年3月                                      | THE BEST OF 子供ばんど                         | LP                                             |
| キャニオン・レコード / SEE-SAW                 |                                                |                                                |                                                |
| 2nd                                            | 1987年2月21日                                  | FOOT PRINT OF KODOMO BAND                      | LP                                             |
| 2nd                                            | 1987年2月21日                                  | FOOT PRINT OF KODOMO BAND                      | CD                                             |
| OCTAVE 子供ばんど 名義                         |                                                |                                                |                                                |
| 1st                                            | 2012年4月4日                                   | ザ・ベスト 〜入門編〜                          | CD                                             |

#### ボックス・セット
|                        | 発売日                 | タイトル                  | 形態                   |
| OCTAVE 子供ばんど 名義 | OCTAVE 子供ばんど 名義 | OCTAVE 子供ばんど 名義    | OCTAVE 子供ばんど 名義 |
| ---------------------- | ---------------------- | ------------------------- | ---------------------- |
| 1st                    | 2011年11月11日         | 子供ばんど大百科1980-1988 | CD                     |

## タイアップ
| 使用年      | 楽曲                     | タイアップ                                                                 |
| ----------- | ------------------------ | -------------------------------------------------------------------------- |
| 子供ばんど  |                          |                                                                            |
| 1981年      | ちゃんばらロックンロール | 東映配給映画『ちゃんばらグラフィティー 斬る!』主題歌                       |
| 1981年      | Early Times Junction     | 東映配給映画『ちゃんばらグラフィティー 斬る!』エンディングテーマ           |
| KODOMO BAND |                          |                                                                            |
| 1986年      | Heart of Madness         | 東映洋画配給アニメ映画『北斗の拳』主題歌                                   |
| 1986年      | Purple Eyes              | 東映洋画配給アニメ映画『北斗の拳』エンディングテーマ                       |
| 1986年      | SILENT SURVIVOR          | フジテレビ系テレビアニメ『北斗の拳』オープニングテーマ（第83話 - 第109話） |
| 1986年      | DRY YOUR TEARS           | フジテレビ系テレビアニメ『北斗の拳』エンディングテーマ（第83話 - 第109話） |